# Rezolucija Vijeća sigurnosti UN-a 959
Rezolucijom Vijeća sigurnosti UN-a 959, jednoglasno usvojenom 19. studenoga 1994., nakon podsjećanja na sve rezolucije o stanju u Bosni i Hercegovini, uključujući rezolucije 824 (1993.) i Rezoluciju 836 (1993.), Vijeće je raspravljalo o naporima Zaštitnih snaga Ujedinjenih naroda (UNPROFOR) za osiguranje provedbe rezolucija Vijeća sigurnosti u sigurnim područjima Bosne i Hercegovine.
Vijeće sigurnosti ponovno je potvrdilo potrebu za nagodbom između bosanskih strana i osudilo bosanske Srbe nakon što su odbili teritorijalno nagodbu. Izražena je zabrinutost zbog eskalacije borbi oko Bihaća i zaštićene zone, te posljedičnog raseljavanja osoba. Ponovno je potvrdio prethodne pozive stranama da prekinu neprijateljstva koja bi mogla dovesti do daljnje eskalacije napetosti i potrebu za hitnim prekidom vatre. Naglašena je važnost Sarajeva kao multikulturalnog, multietničkog i vjerskog središta. Primljena je na znanje izjava Europske unije, Rusije, Ujedinjenog Kraljevstva i Sjedinjenih Država i njihova predanost jačanju režima sigurnih područja.
Postojala je zabrinutost zbog neprijateljstava u Bosni i Hercegovini i kršenja njezine međunarodne granice s Hrvatskom, posebice od strane snaga krajinskih Srba. Sve su strane pozvane na suradnju s UNPROFOR-om kako bi se osigurala provedba rezolucija Vijeća sigurnosti o sigurnim područjima. Glavni tajnik Butros Butros-Gali upitan je o mogućim dodatnim mjerama za stabilizaciju situacije u Bihaću. I glavni tajnik i UNPROFOR bili su dužni nastaviti pregovore s bosanskim stranama o demilitarizaciji Sarajeva i ponovnoj uspostavi normalnog života u gradu u skladu s Rezolucijom 900 (1994.). Konačno, od glavnog tajnika zatraženo je da do 1. prosinca 1994. izvijesti vijeće o provedbi postojeće rezolucije.

## Vanjske poveznice
| Wikizvor | Engleski Wikizvor ima izvorni tekst na temu: United Nations Security Council Resolution 959 |

- Text of the Resolution at undocs.org